# Luis Robson
Pour les articles homonymes, voir Robson.
Luis Robson Pereira da Silva, plus communément appelé Luis Robson, est né le 21 septembre 1974 à Volta Redonda au Brésil. Ce footballeur brésilien s'est fait connaître en jouant en Première division russe et en participant avec le FK Spartak Moscou à la Ligue des champions.

## Biographie
Il commence sa carrière au Brésil (Matsubara, Sorriso, Mogi Mirim, Paraguaçuense, Goiás, Corinthians). Ensuite, il effectue un intermède au Portugal (União Leiria) avant de retourner au Brésil (Ferroviário). Il quitte à nouveau son pays d'origine pour jouer en Russie (Spartak Moscou), au Japon (Consadole Sapporo) puis en France (Lorient). Il termine sa carrière en retournant au Brésil à Marília.

### Ses annéeslorientaises
Recruté par le FC Lorient pour la participation à la Coupe de l'UEFA (il jouera 2 matchs en 2002 face à Denizlispor), Robson aura également joué 70 matchs en Ligue 2 et marqués 16 buts dans ce championnat pendant ses 3 années au club.